# Clinopodium corsicum
Clinopodium corsicum — вид квіткових рослин з родини глухокропивових (Lamiaceae).

## Біоморфологічна характеристика
Багаторічна рослина 3–10 см, мало запушена, без запаху, трав'яниста. Стебла дещо здерев'янілі, повністю розпростерті та вкорінені, дуже гіллясті. Листя дрібне, цілокрає, без видимих жилок. Квітки пурпурні, великі, по 1–2 в пазухах верхніх листків і зближені в кінцевій голівці. Чашечка зігнута, біля основи горбиста, посередині не звужена або ледь звужена, щетиниста, війчасто-зубчаста. Віночок виступає на 8–15 мм за шийку чашечки.

## Поширення
Ендемік Корсики.
Гірська рослина.

## Синоніми
- Acinos corsicus G.Don
- Acinos corsicus (Pers.) Getliffe
- Calamintha corsica (Pers.) Benth.
- Melissa microphylla Benth.
- Micromeria corsica (Pers.) H.Lév.
- Satureja corsica (Pers.) Caruel
- Thymus corsicus Pers.